# پروژه اکسکالیبر
پروژه اکسکالیبر (به انگلیسی: Project Excalibur) آزمایشگاه ملی لارنس لیورمور (LLNL) بود. برنامه تحقیقاتی مربوط به دوران جنگ سرد برای تولید لیزر اشعه ایکس به عنوان دفاع موشکی بالستیک برای ایالات متحده (BMD) که شامل بسته‌بندی تعداد زیادی لیزر پرتوی ایکس قابل استفاده در اطراف دستگاه هسته ای می‌شد. هنگامی که بمب دستگاه منفجر می‌شود، اشعه ایکس منتشر شده توسط لیزرها متمرکز می‌شود، که هر یک به سمت یک موشک هدف قرار می‌گیرد. هنگامی که در فضا منفجر می‌شود فقدان جو (خلاء) برای جلوگیری از اشعه ایکس، حمله موشکی هزاران کیلومتری را ممکن تر می‌کند.

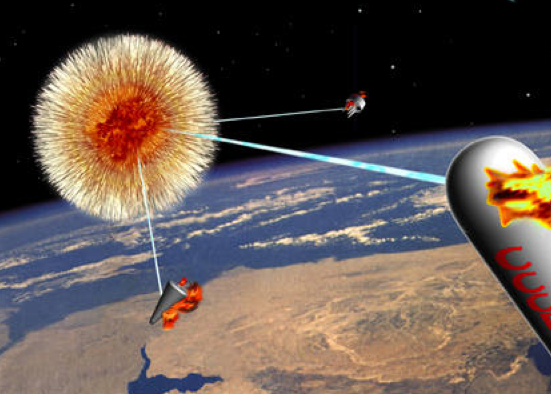
در اینجا اکسکالیبر به سه هدف شلیک کرده، که هر کدام می‌توانند به ده‌ها هدف که صدها یا هزاران کیلومتر دورتر هستند شلیک کند.

اکسکالیبر به نظر می‌رسد که جهش عظیمی در عملکرد (BMD) ارائه دهد. پیش از این، موشک ضد بالستیک مبتنی بر موشک (ABM) سیستم‌هایش با این مشکل روبرو بودند که به کلاهک‌ها حمله می‌کنند نه طبق ICBMهایی که آنها را راه اندازی می‌کنند. یک ICBM می‌تواند چندین کلاهک را در یک سیستم MIRV حمل کند؛ بنابراین اگر مهاجم یک موشک جدید به ناوگان خود اضافه کند، برای مقابله با آن باید ده‌ها رهگیر ساخته شود. اما اکسکالیبر قبل از جدا شدن کلاهک‌ها به موشک‌ها حمله می‌کند، به طوری که هر اکسکالیبر دارای پنجاه لیزر بود و می‌توانست تعداد زیادی از موشک‌ها را سرنگون کند. در واقع یک اکسکالیبر اضافی برابر با ده‌ها ICBM است بنابراین معکوس شدن نسبت تبادل هزینه، سیستم (ABM) را محکوم کرد.

## تاریخ
اساس مفهومی لیزرهای با طول موج کوتاه با استفاده از اشعه ایکس و اشعه گاما، همانند نمونه‌های نور مرئی است. در اوایل سال ۱۹۶۰ و در اولین اثبات لیزر یاقوت، بحث دربارهٔ این دستگاه‌ها وجود داشت. اولین اعلامیه در مورد ساخته شدن موفق لیزر اشعه ایکس در سال ۱۹۷۲ توسط دانشگاه یوتا داده شد. محققان لایه‌های نازکی از اتم‌های مس را روی لام‌های میکروسکوپ گسترش داده و سپس آنها را با پالس‌های (ضربه) لیزر شیشه نئودیمیم گرم کردند. این باعث شد که نقاط روی فیلم اشعه ایکس در جهت لایه‌ها ظاهر شود. این اعلامیه هیجان فوق‌العاده ای داشت، اما به دنبال تحت تأثیر قرارگرفتن اینکه هیچ آزمایشگاهی دیگر نمی‌تواند نتایج را بازتولید کند، این موضوع زود فراموش شد. در سال ۱۹۷۴، دانشگاه پاریس سود، نقطه متمرکز تابش نور توسط لیزر در یک پلاسمای آلومینیومی که توسط یک پالس نور لیزر ایجاد شده‌است، اعلام کرد، اما بار دیگر، نتایج توسط دیگر آزمایشگاه‌ها به طرز شکاکانه مورد توجه قرار گرفت. از دهه ۱۹۶۰، DARPA بودجه تحقیقات سطح پایین در مورد لیزرهای با فرکانس بالا را تأمین می‌کرد، اما در اواخر سال۱۹۷۶ دست از حمایت کشیدند. آنها به وسیله دینامیک‌های فیزیکی گزارشی در مورد استفاده‌های ممکن از چنین لیزری را تهیه کردند، که شامل سلاح مبتنی بر فضا بود. به نظر می‌رسید که هیچکدامشان امیدوارکننده نیست و دارپا هم منابع مالی را برای تحقیقات لیزر اشعه ایکس کاهش داده بود، در نهایت این به نفع لیزر الکترونیک رایگان، امیدوارکننده‌تر بود.